# 엘리야 아일스

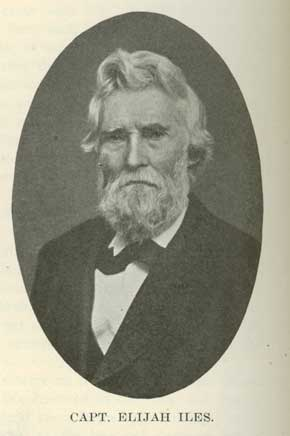

엘리야 아일스(Elijah Iles, 1796년 3월 28일 ~ 1883년 9월 4일)는 미국의 사업가, 개척자, 정치인으로, 일리노이주 스프링필드의 최초 정착민 중 한 명이었다. 1826년 일리노이 주 의회로 선출되었으며 윈네바고 전쟁과 블랙 호크 전쟁에 참전했다. 후자의 전투에서 일스는 미래 대통령인 에이브러햄 링컨을 지휘했다.

## 전기
일라이자 일스는 1796년 3월 28일 켄터키 주 페이엣 카운티에서 태어났다. 그의 아버지는 배스 카운티의 보안관이었다. 일라이자는 아버지로부터 빌린 돈으로 켄터키 주 동부에 소 축사를 설립하여 부를 축적했다. 1818년에는 미주리 영토 세인트루이스로 이사하여 가게를 열었다. 이후 1821년 일리노이주 스프링필드로 이주하였으며, 이곳에 최초의 3명 정착민 중 한 명으로 들어서게 되었다. 그는 이 도시에서 첫 번째 가게를 오픈했고, 스프링필드의 최초의 우체국장이 되었다. 일스는 1824년 Melinda Benjamin과 결혼했다. 1826년 일리노이 주 의회로 선출되어 1834년까지 임기를 마쳤다. 그 동안 일스는 주도를 스프링필드로 옮기기로 결정한 위원회의 일원이었다. 1827년 윈네바고 전쟁에서 소령으로 복무했으며, 1830년에는 제자인 존 윌리엄스에게 스프링필드 가게를 팔았다.

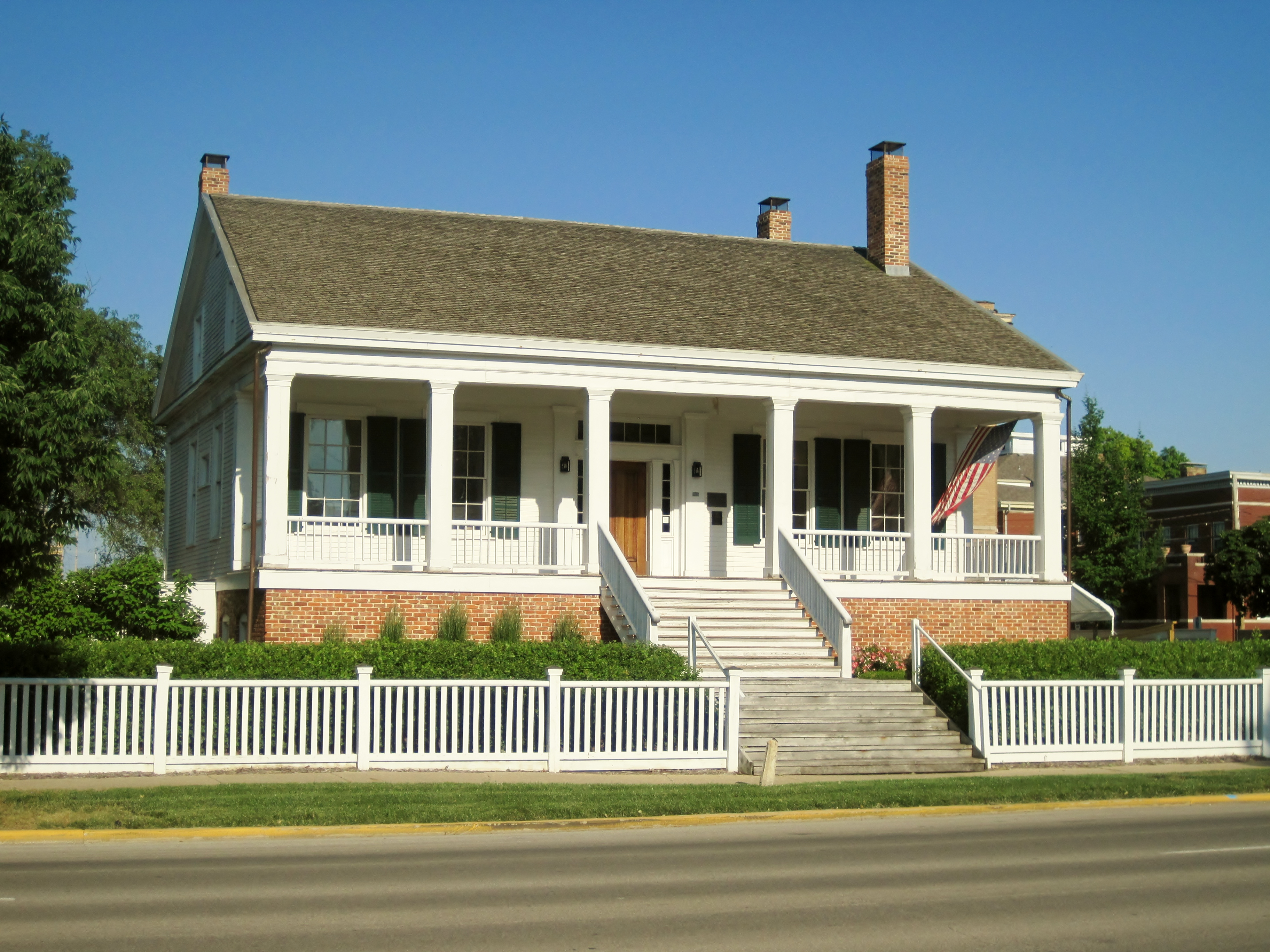
스프링필드의 엘리야 아일스 하우스

1831년에 그는 블랙 호크 전쟁에 일반병으로 입대했으며, 나중에 대위로 승진했다. 대위로 복무하는 동안 일스는 젊은 아브라함 링컨을 자신의 부대에서 지휘했다. 1839년에는 일리노이주에서 가장 큰 호텔이 된 미국 하우스 호텔을 건설했으며, 초기 일리노이주의 주요 정치인들의 만남의 장소가 되었다. 1883년 9월 4일 일라이자 일스는 사망할 때까지 거대한 토지 소유권을 축적했다. 일스는 오크 릿지 묘지에 묻혔다. 일스의 집은 현재 스프링필드에서 가장 오래된 건물이며, 1978년 2월 23일 국립 공원 서비스(National Park Service)에 의해 미국 국립 역사적 장소로 등록되었다.

## 추가 자료
- 제5차 일리노이주 총회
- 블랙호크 전쟁의 에이브러햄 링컨